# Amict
De amict of humeraal is een rechthoekige linnen doek met twee lange dunne linten eraan, die in de katholieke liturgie gedragen wordt als halsdoek. De amict is vooral bedoeld om te zorgen dat meer kostbare paramenten, zoals kazuifels en dalmatieken niet bezoedeld worden door het zweet van de celebranten. Tevens zorgt de amict ervoor dat de onderkleding van de geestelijke niet zichtbaar is rond de hals. Zo zorgt de amict tevens ervoor dat de puur liturgische rol van de diegene die het draagt benadrukt wordt. 
In de middeleeuwen en de periode van de Katholieke Reformatie was het een tijd de gewoonte om de amict te versieren met borduurwerk. Dit borduurwerk was dan min of meer los aan de amict bevestigd zodat het, als men de amict wilde wassen, makkelijk te verwijderen was. Omdat amicten tegenwoordig bijna iedere week worden gewassen is dit gebruik zo goed als verdwenen.

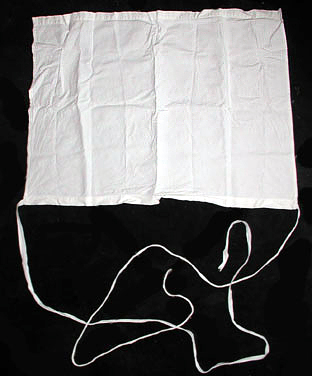
Een amict.